# C'est Chic
| Recensione       | Giudizio |
| ---------------- | -------- |
| AllMusic         | [ 1 ]    |
| Robert Christgau | B        |
| Pitchfork        | 8.4/10   |
| Rolling Stone    | [ 4 ]    |

C'est Chic è il secondo album della band statunitense Chic, pubblicato nel 1978 dall' Atlantic Records. L'album include il singolo Le Freak, che ha raggiunto la prima posizione della US Hot 100 Chart, US R&B, e US Club Play, e che ha venduto più di 6 milioni di copie solo negli USA, sancendo un record per la Atlantic Records e la Warner Music Group imbattuto per 30 anni.
L'album C'est Chic ha raggiunto la quarta posizione della Billboard 200 ed ha capeggiato per undici settimane la US R&B Chart. Secondo il Billboard Magazine, C'est Chic è stato il migliore album R&B del 1978. È stato poi certificato disco di platino dalla RIAA, avendo venduto più di un milione di copie.

## Tracce
Tutte le tracce sono state scritte da Bernard Edwards e Nile Rodgers.

### Lato A
1. Chic Cheer – 4:42
2. Le Freak – 5:23
3. Savoir Faire – 5:01
4. Happy Man – 4:17

### Lato B
1. I Want Your Love – 6:45
2. At Last I Am Free – 7:08
3. Sometimes You Win – 4:26
4. (Funny) Bone – 3:41